# Aladár Deutsch
Rb. Dr. Aladár Hermann Deutsch (16. dubna 1871, Ároktő, Maďarsko – 23. února 1949, Praha-Žižkov) byl posledním vrchním rabínem pražské židovské náboženské obce před holokaustem a během něj.

## Životopis
Studoval v Maďarsku a ve Frankfurtu. Posléze působil jako rabín v několika pražských synagogách, mj. od roku 1906 jako první rabín v Jubilejní synagoze. V r. 1930 byl zvolen vrchním pražským rabínem, a tento úřad vykonával až do okupace Československa nacistickým Německem. Během války byl vězněn v Ghettu Terezín. Válku přežil a posléze se vystěhoval do Spojených států. Zemřel 23. února 1949 v Praze.
S manželkou Ilse (1879–1942), sestrou Salomona Liebena (1881–1942), měl dceru Ilku (1899–1984).